# Partícula

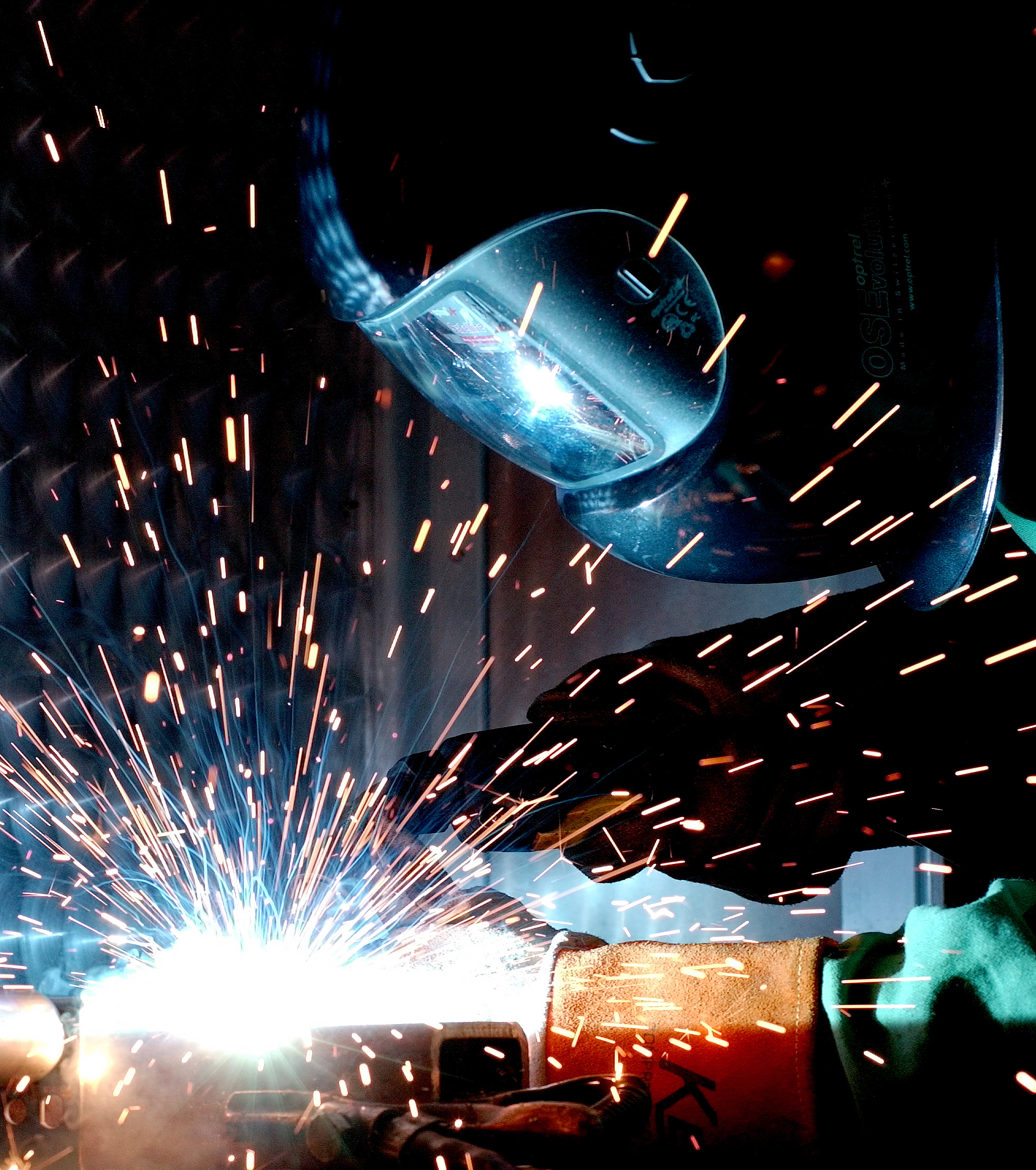
Soldadores de arcoen precisam se proteger de faíscas de soldagem, que são partículas de metal aquecidas que voam para fora da superfície de soldagem.

Nas ciências físicas, uma partícula (ou um corpúsculo em textos mais antigos) é um pequeno objeto localizado que pode ser descrito por várias propriedades físicas ou químicas, como volume, densidade ou massa. Elas variam muito em tamanho ou quantidade, desde partículas subatômicas como o elétron, até partículas microscópicas como átomos e moléculas, até partículas macroscópicas como pós e outros materiais granulares [en]. As partículas também podem ser usadas para criar modelos científicos de objetos ainda maiores, dependendo de sua densidade, como humanos se movendo em uma multidão ou corpos celestes em movimento.
O termo partícula tem um significado bastante geral e é refinado conforme necessário por vários campos científicos. Qualquer coisa que seja composta de partículas pode ser referida como sendo particulada. No entanto, o substantivo particulado é usado com mais frequência para se referir a poluentes na atmosfera da Terra, que são uma suspensão de partículas desconexas, em vez de uma agregação de partículas [en] conectadas.

## Propriedades conceituais

As partículas são frequentemente representadas como pontos. Esta figura pode representar o movimento de átomos em um gás, pessoas em multidõesen ou estrelas no céu noturno.

O conceito de partículas é particularmente útil ao modelar a natureza, pois o tratamento completo de muitos fenômenos pode ser complexo e também envolver computação difícil. Ele pode ser usado para fazer suposições simplificadas sobre os processos envolvidos. Francis Sears e Mark Zemansky, em Física universitária [en], dão o exemplo de como calcular o local de aterrissagem e a velocidade de uma bola de beisebol lançada ao ar. Eles gradualmente removem a maioria de suas propriedades da bola de beisebol, primeiro idealizando-a [en] como uma esfera rígida e lisa, depois negligenciando rotação, flutuabilidade e fricção, reduzindo o problema à balística de uma partícula pontual clássica. O tratamento de grandes números de partículas é o domínio da física estatística.

### Tamanho

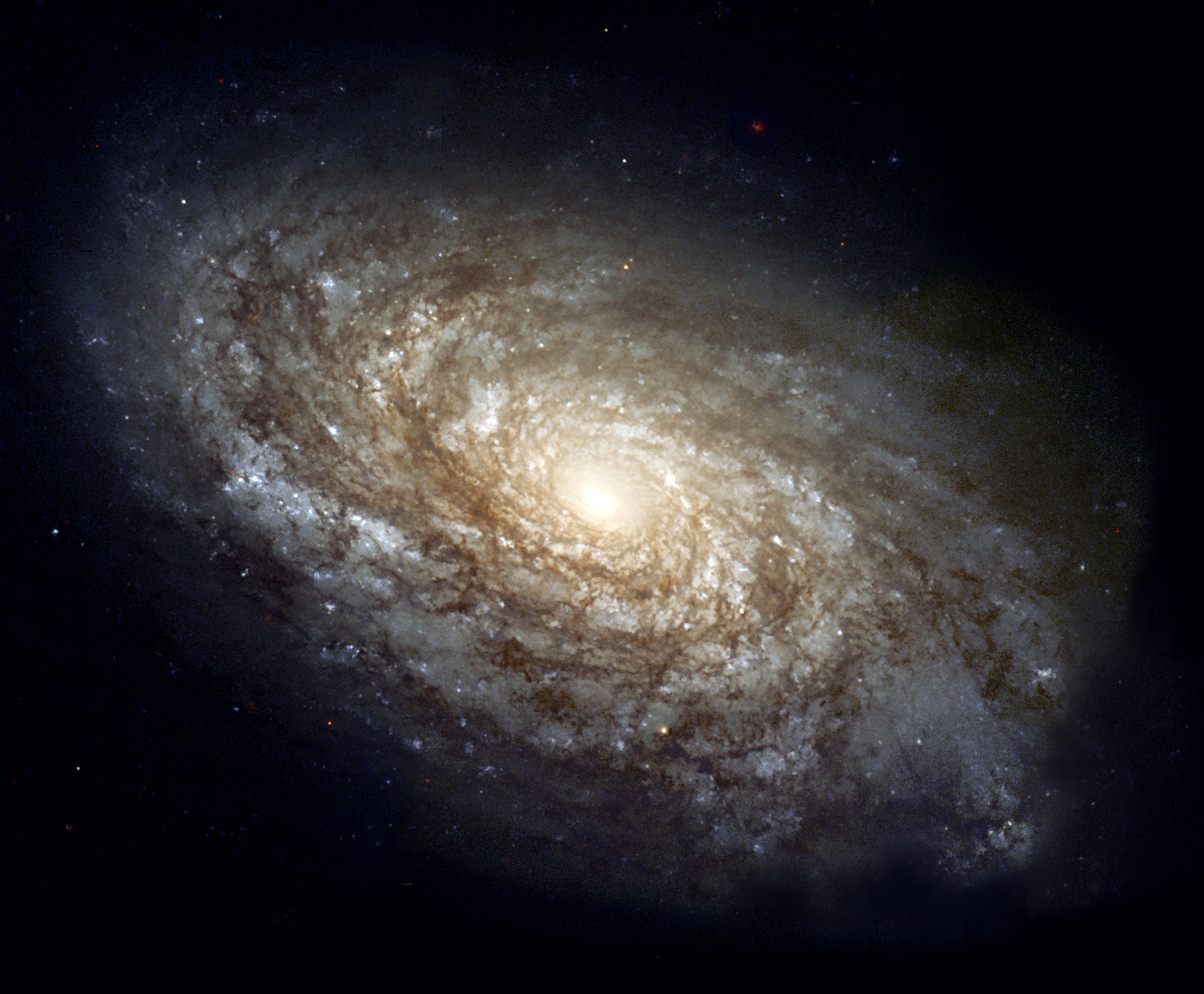
As galáxias são tão grandes que as estrelas podem ser consideradas partículas em relação a elas

O termo "partícula" geralmente é aplicado de forma diferente para três classes de tamanhos. O termo partícula macroscópica geralmente se refere a partículas muito maiores que átomos e moléculas. Estas são geralmente abstraídos como partículas pontuais, embora tenham volumes, formas, estruturas, etc. Exemplos de partículas macroscópicas incluem pó, poeira, areia, pedaços de detritos durante um acidente de carro ou até mesmo objetos tão grandes quanto as estrelas de uma galáxia.
Outro tipo, o das partículas microscópicas, geralmente se refere a partículas de tamanhos que variam dos de átomos a moléculas, como dióxido de carbono, nanopartículas e partículas coloidais. Essas partículas são estudadas em química, bem como em física atômica e molecular. As menores das partículas são as partículas subatômicas, que se referem a partículas menores que os átomos. Isso incluiria partículas como os constituintes dos átomos – prótons, nêutrons e elétrons – bem como outros tipos de partículas que só podem ser produzidas em aceleradores de partículas ou raios cósmicos. Essas partículas são estudadas na física de partículas.
Devido ao seu tamanho extremamente pequeno, o estudo de partículas microscópicas e subatômicas cai no domínio da mecânica quântica. Elas exibirão fenômenos demonstrados no modelo de partícula em uma caixa, incluindo a dualidade onda-partícula,  e se as partículas podem ser consideradas distintas ou idênticas é uma questão importante em muitas situações.

### Composição

Um próton é composto de três quarks.

As partículas também podem ser classificadas de acordo com a composição. Partículas compostas [en] referem-se a partículas que têm Wikt:composição – isto é, partículas que são feitas de outras partículas. Por exemplo, um átomo de carbono-14 é feito de seis prótons, oito nêutrons e seis elétrons. Em contraste, partículas elementares (também chamadas de partículas fundamentais) referem-se a partículas que não são feitas de outras partículas. De acordo com nossa compreensão atual do mundo, apenas um número muito pequeno deles existe, como léptons, quarks e glúons. No entanto, é possível que algumas delas venham a ser partículas compostas, e apenas pareçam ser elementares no momento. Enquanto as partículas compostas podem muitas vezes ser consideradas semelhantes aos tipos pontuais, as partículas elementares são verdadeiramente pontuais.

### Estabilidade
Sabe-se que partículas elementares (como múons) e compostas (como núcleos de urânio) sofrem decaimento de partículas [en]. Aquelas que não são chamadas de partículas estáveis, como o elétron ou um núcleo de hélio-4. O tempo de vida de partículas estáveis pode ser infinito ou grande o suficiente para dificultar as tentativas de observar tais decaimentos. No último caso, essas partículas são chamadas de "observacionalmente estáveis" [en]. Em geral, uma partícula decai de um estado de energia alta para um estado de baixa energia emitindo alguma forma de radiação, como a emissão de fótons.

## Simulação deNcorpos
Na física computacional, as simulações de N-corpos (também chamadas de simulações de N-partículas) são simulações de sistemas dinâmicos de partículas sob a influência de certas condições, como estarem sujeitas à gravidade. Essas simulações são muito comuns em cosmologia e dinâmica de fluidos computacional.
N refere-se ao número de partículas [en] consideradas. Como as simulações com N mais alto são computacionalmente mais intensivas, os sistemas com grande número de partículas reais serão frequentemente aproximados a um número menor de partículas, e os algoritmos de simulação precisam ser otimizados por meio de vários métodos.

## Distribuição de partículas

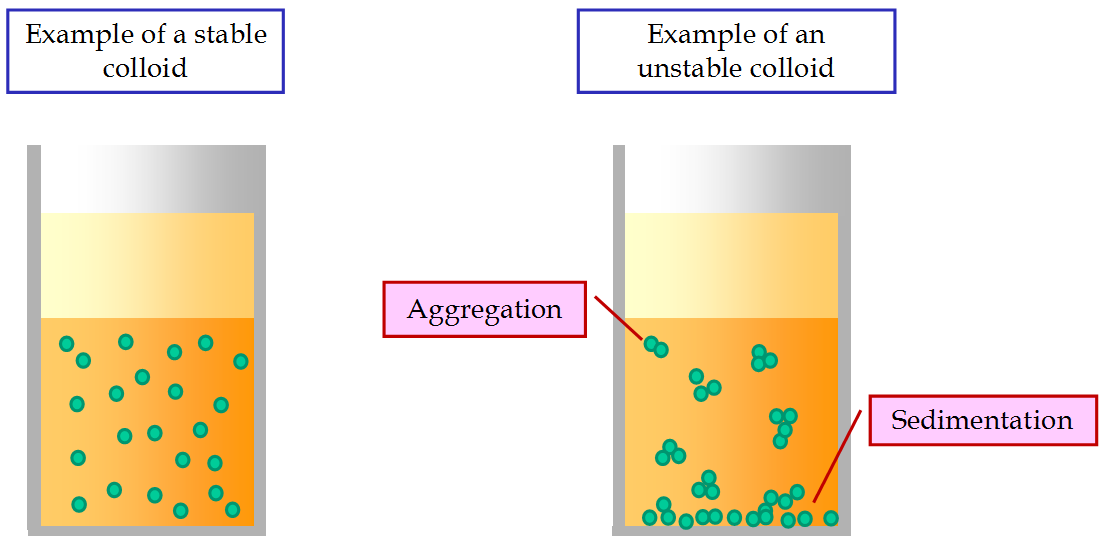
Exemplos de dispersão coloidal estável e instável

As partículas coloidais são os componentes de um colóide. Um colóide é uma substância microscopicamente dispersa uniformemente em outra substância. Tal sistema coloidal pode ser sólido, líquido ou gasoso; bem como contínuo ou disperso. As partículas de fase dispersa têm um diâmetro entre aproximadamente 5 e 200 nanômetros. Partículas solúveis menores que isso formarão uma solução em oposição a um colóide. Os sistemas coloidais (também chamados de soluções coloidais ou suspensões coloidais) são o tema da interface e da ciência coloidal [en]. Os sólidos suspensos podem ser mantidos em um líquido, enquanto as partículas sólidas ou líquidas suspensas em um gás formam um aerossol. As partículas também podem estar suspensas na forma de material particulado atmosférico, o que pode constituir poluição do ar. Partículas maiores também podem formar detritos marinhos ou detritos espaciais. Um conglomerado de partículas sólidas discretas,  macroscópicas, pode ser descrito como um material granular [en].